# Isengard
Isengard (Angrenost på Sindarin) er et sted, der omtales i fantasy-romanerne om Ringenes Herre af den engelske forfatter J.R.R. Tolkien. I Isengard ligger tårnet Orthanc der bebos af troldmanden Saruman, den øverste i det selskab af troldmænd (Det Hvide Råd) hvortil også Gandalf hører.
Ordet Isengard betyder "jern-ringen" på Rohirrims sprog. Fæstningen er bygget af Gondor i sin storhedstid, den er beliggende i dalen Nan Curunir, der betyder "Sarumans dal" på elversproget Sindarin. Saruman flyttede ind i 3. alder, år 2759, og overtog Isengard permanent i år 2953.
Saruman fandt en palantir (seersten) og igennem den forgiftede Sauron hans sind og gjorde ham til sin marionet. Sauron beordrede Saruman at bygge ham en hær til at ødelægge menneskenes verden. Saruman fældede skoven i og ved foden af fæstningen for at føre en industri der skulle bygge ham en hær af hans overlegne ork-race. I processen fældede han store dele af fangorn-skoven. Træerne havde dybe rødder i Isengaard og kan symbolisere de værdier Saruman ofrer for at kunne fylde brændstof på sin industri.
Ordet Isengard kommer af ordet "Isen" som betyder jern på angelsaksisk (sml. også ordet for jern, "Eisen", på tysk) og "gard" der betyder omringning på germansk (sml. danske "gård").
Casper Clemmensen mener at Tolkien fik inspiration fra Østjylland til nogle af stednavnene i Ringenes Herre, heriblandt at herregården Isgård på Djursland har inspireret til stednavnet Isengard i bøgerne, dog uden nogle konkrete beviser.